# The Madness of King George
The Madness of King George (bra: As Loucuras do Rei George; prt: A Loucura do Rei Jorge ou A Loucura do Rei George) é um filme britânico de 1994, do gênero comédia dramático-histórico-biográfica, dirigido por Nicholas Hytner, com roteiro de Alan Bennett baseado em sua peça teatral The Madness of George III.

## Sinopse
No final do século 18, após perder as colônias britânicas na América, o rei George 3.º passa a demonstrar claros sinais de loucura, o que gera um clima de instabilidade e intriga no reino.

## Elenco
- Nigel Hawthorne como rei Jorge 3.º do Reino Unido
- Helen Mirren como rainha Carlota
- Ian Holm como dr. Francis Willis
- Rupert Graves como Robert Fulke Greville
- Amanda Donohoe como Elizabeth Pembroke
- Rupert Everett como o Príncipe de Gales
- Julian Rhind-Tutt como Frederico, Duque de Iorque e Albany
- Julian Wadham como primeiro-ministro William Pitt
- Jim Carter como Charles James Fox
- Geoffrey Palmer como Warren
- Charlotte Curley como Princesa Amelia do Reino Unido
- Anthony Calf como Fitzroy
- Matthew Lloyd Davies como Papandick

## Prêmios e indicações
Oscar 1995 (EUA)
- Venceu
  - Melhor direção de arte[4]
- Indicado
  - Melhor ator (Nigel Hawthorne)[4]
  - Melhor atriz coadjuvante  (Helen Mirren)[4]
  - Melhor roteiro adaptado[4]

BAFTA 1996 (Reino Unido)
- Venceu nas categorias de melhor filme britânico[carece de fontes?], melhor ator (Nigel Hawthorne)[carece de fontes?] e melhor maquiagem[carece de fontes?]
- Indicado nas categorias de melhor diretor[carece de fontes?], melhor atriz (Helen Mirren)[carece de fontes?], melhor ator coadjuvante (Ian Holm)[carece de fontes?], melhor trilha sonora[carece de fontes?], melhor fotografia[carece de fontes?], melhor figurino[carece de fontes?], melhor edição[carece de fontes?], melhor som[carece de fontes?], melhor roteiro adaptado[carece de fontes?] e melhor desenho de produção[carece de fontes?].

Festival de Cannes 1995 (França)
- Venceu
  - Prêmio de interpretação feminina (Helen Mirren)[5]
- Indicado
  - Palma de Ouro (melhor filme)[5]

Prêmio Goya 1996 (Espanha)
- Indicado na categoria de melhor filme europeu[carece de fontes?]